# Orlické hory
Orlické hory (polsky Góry Orlickie, německy Adlergebirge) jsou pohoří a geomorfologický celek v severovýchodních Čechách, při hranici s polským Kladskem. Nejvyšším vrcholem je Velká Deštná, dosahující nadmořské výšky 1 116 m n. m. Název pohoří je odvozen od řeky Orlice, která tudy po česko-polské hranici protéká.
Řeka Divoká Orlice na východě odděluje Orlické hory od Bystřických (Góry Bystrzyckie). Na severozápadním konci u Náchoda přecházejí v Levínskou vrchovinu (polsky Wzgórza Lewińskie) a Góry Stołowe, na české straně pak v Podorlickou pahorkatinu, která dále u Hronova přechází v Broumovskou vrchovinu. Podorlická pahorkatina také lemuje Orlické hory po celé jejich délce z jihozápadu a jihu až k Tiché Orlici. Nejjižnější část Orlických hor, Bukovohorská hornatina, pak jihozápadně od města Králíky sousedí s českou částí Kladské kotliny, za níž Sudety pokračují masívem Králického Sněžníku.

## Horopis

Orlické hory – panorama z jihu od obce Rohenice

Orlické hory jsou samostatným geomorfologickým celkem masivu Krkonošsko-jesenické subprovincie. Kompletní geomorfologické členění české části hor uvádí následující tabulka:
| Geomorfologické členění Orlických hor                                                | Geomorfologické členění Orlických hor | Geomorfologické členění Orlických hor |
| ------------------------------------------------------------------------------------ | ------------------------------------- | --- |
| ČESKÁ VYSOČINA • Krkonošsko-jesenická subprovincie • Orlická oblast                  |                                       | |
| DEŠTENSKÁ HORNATINA                                                                  | Orlický hřbet                         | Olešnický hřbet (bezejmenný, 835 m) Vrchmezský hřbet (Vrchmezí, 1084 m) Deštenský hřbet (Velká Deštná, 1116 m) Kunštátský hřbet (Tetřevec, 1044 m) Anenský hřbet (Anenský vrch, 997 m) |
| DEŠTENSKÁ HORNATINA                                                                  | Orlické rozsochy                      | Zdobnické rozsochy (Karlův vrch, 956 m) Říčské rozsochy (bezejmenný, 910 m) |
| DEŠTENSKÁ HORNATINA                                                                  | Orlickozáhorská brázda                | nečlení se (bezejmenný, 790 m) |
| MLADKOVSKÁ VRCHOVINA                                                                 | Bartošovická vrchovina                | nečlení se (bezejmenný, 704 m) |
| MLADKOVSKÁ VRCHOVINA                                                                 | Pastvinská vrchovina                  | nečlení se (Adam, 766 m) |
| BUKOVOHORSKÁ HORNATINA                                                               | Orličský hřbet                        | Suchovršský hřbet (Suchý vrch, 995 m) Bukovohorský hřbet (Buková hora, 958 m) |
| BUKOVOHORSKÁ HORNATINA                                                               | Výprachtická vrchovina                | nečlení se (Špičák, 799 m) |
| PROVINCIE • Subprovincie • Oblast / Celek / PODCELEK • Okrsek • Podokrsek • (vrchol) |                                       | |

Všechny nejvyšší hory s nadmořskou výškou nad 1000 m se nacházejí v nejsevernějším geomorfologickém podcelku Deštenské hornatině (i když Suchý vrch z Bukovohorské hornatiny dělí od tisícimetrové hranice pouhých 5 metrů).
Nejvyššími vrcholy jsou Velká Deštná (1116 m), Koruna (1101 m) a Malá Deštná (1090 m). Podle prominence (převýšení od sedla) jsou nejvýznamnější Velká Deštná, Vrchmezí (nejvyšší hora polské části hor) a Tetřevec. Kompletní seznam tisícovek uvádí následující tabulka:

Mezi další významné vrcholy patří Komáří vrch (999,8 m), Anenský vrch (997 m), Suchý vrch (995 m) a Buková hora (958 m). Další vrcholy jsou uvedené v seznamu vrcholů v Orlických horách.

## Polská část

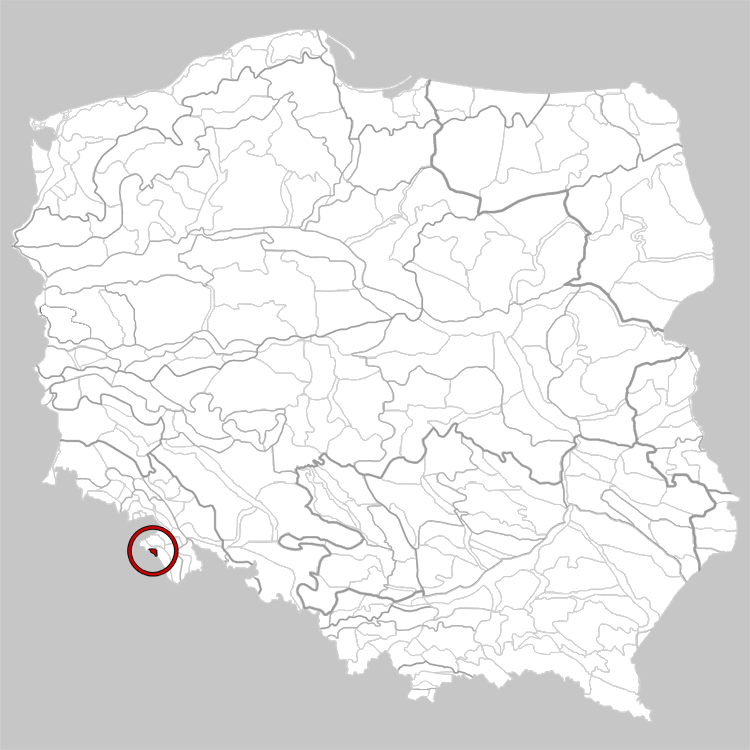
Orlické hory v rámci Polska

Orlické hory zasahují do Polska, kde se nazývají Góry Orlickie. Nejvyšší vrcholy se ovšem nacházejí v České republice, případně na česko-polských hranicích. Výšku 1000 m n. m. přesahují tyto tři hory:
- Vrchmezí (Orlica) – 1084 m
- Nad Bukačkou (Zielony Garb) – 1035 m
- Šerlich (Szerlich) – 1025 m

## Ochrana přírody
- Stejnojmenná chráněná krajinná oblast Orlické hory o rozloze 204 km2 byla vyhlášena 28. 12. 1969. V rámci CHKO Orlické hory je vyhlášeno i několik maloplošných chráněných území:
  - 2 národní přírodní rezervace – Bukačka a Trčkov;
  - 6 přírodních památek – Kačenčina zahrádka, Rašeliniště pod Pětirozcestím, Rašeliniště pod Předním vrchem, Sfinga, U Kunštátské kaple, Velká louka;
  - 12 přírodních rezervací – Kačerov (rašeliniště aj.), Bedřichovka, Černý důl, Hraniční louka, Jelení lázeň, Komáří vrch, Neratovské louky, Pod Vrchmezím, Pod Zakletým, Sedloňovský vrch, Trčkovská louka, Zemská brána.

- Podstatná část Bukovohorské hornatiny je chráněna jako Přírodní park Suchý vrch – Buková hora, na jehož území je vyhlášena:
  - přírodní rezervace Hynkovice;
  - Evropsky významná lokalita soustavy Natura 2000 s názvem Bouda u Těchonína situovaná v interiéru dělostřelecké tvrze Bouda – chráněné zimoviště netopýra černého (Barbastella barbastellus) a netopýra velkého (Myotis myotis).
- Údolí Tiché Orlice mezi Mladkovem a Jablonným nad Orlicí je chráněno v rámci Přírodního parku Orlice.
- Oblast severovýchodně od Rokytnice v Orlických horách je chráněna jako Přírodní park Údolí Rokytenky a Hvězdné.
- Část Bukovohorské hornatiny je chráněna v rámci Ptačí oblasti Králický Sněžník.
- Rozsáhlá luční enkláva Orlickozáhorské brázdy je chráněna jako Ptačí oblast Orlické Záhoří.
- Mimo hranice velkoplošných chráněných území se nacházejí dvě maloplošná chráněná území:
  - přírodní památka Čenkovička,
  - přírodní památka Údolí Záhorského potoka.

## Turistika

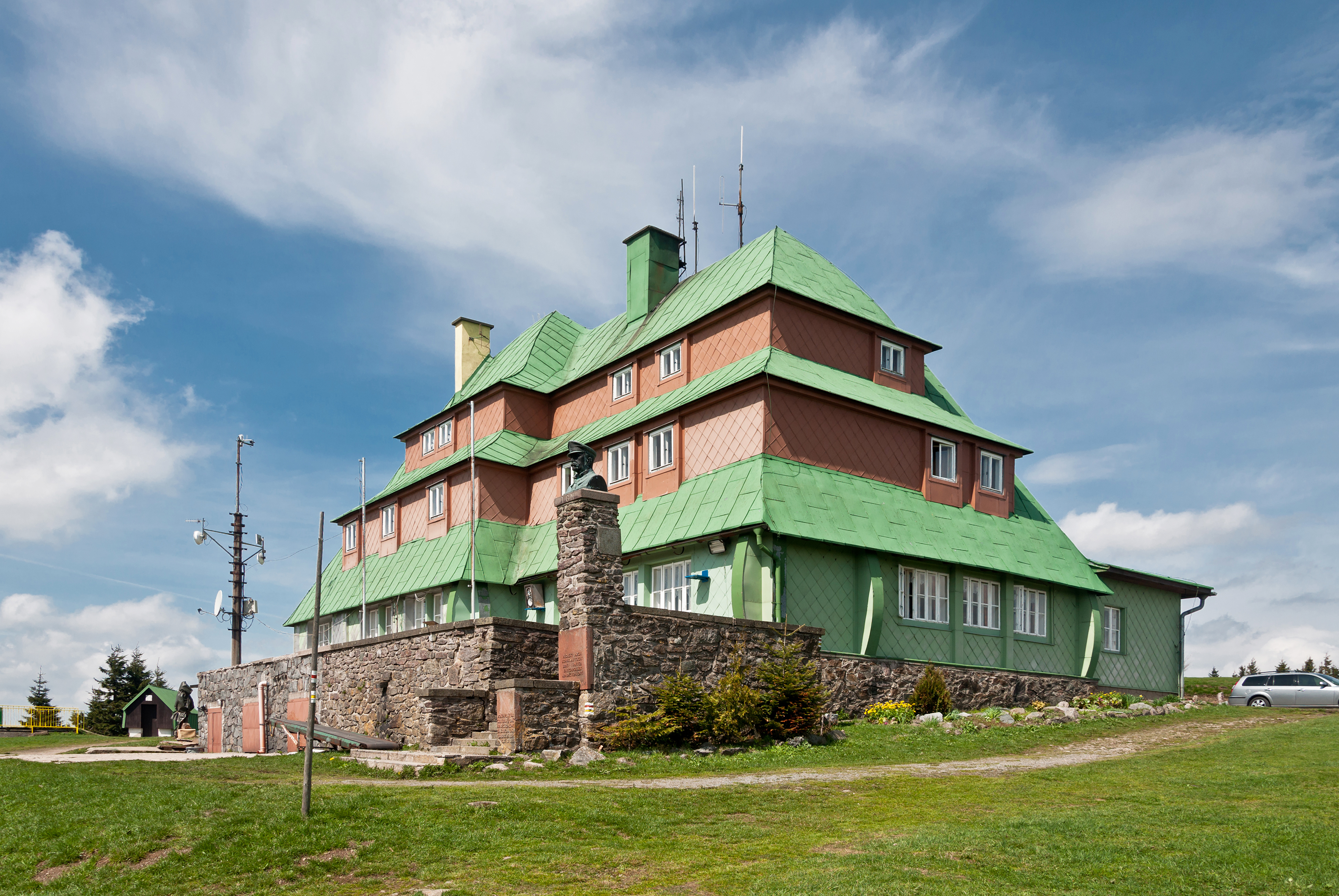
Masarykova chata

V Orlických horách se nacházejí lyžařská střediska Deštné v Orlických horách, Říčky v Orlických horách, Čenkovice, Olešnice v Orlických horách, polský Zieleniec a další. 
Na Šerlichu stojí turistická Masarykova chata a v Šerlišském údolí chata Šerlišský mlýn.
Po hřebeni vede červeně značená turistická trasa Jiráskova cesta. Na hřebeni i na vedlejších vrcholech se nachází celá řada rozhleden.
Celým pohořím se táhne pás opevnění budovaného před druhou světovou válkou na obranu Československa před očekávaným útokem Německa. Známé jsou např. tvrze Hanička, Skutina či Adam.
Z církevních památek se zde nachází například kostel v Neratově, Kunštátskou kapli nacházející se přímo na hřebeni, a nebo, dále v podhůří, poutní místo Rokole a dřevěný kostel v Liberku.
Ve vesnici Šediviny, části obce Kounova se nachází Český Hobitín - kulisy postavené na motivy Pána prstenů a dalších děl J. R. R. Tolkiena a filmů Petera Jacksona.
V Polsku na hranici se sousedícími Bystřickými horami se nachází přírodní rezervace Rašeliniště pod Zieleńcem, chránící řadu vzácných rostlin i některých živočichů. Zde rovněž pramení Divoká Orlice, která dalších 20 km tvoří česko-polskou hranici a na naše území se dostává údolím nazývaným Zemská brána. O několik kilometrů dále po proudu se nachází vodní nádrž Pastviny, která se v létě využívá k rekreaci.